# پیتر آرمبروستر
 پیتر آرمبروستر (انگلیسی: Peter Armbruster؛ زاده ۲۵ ژوئیهٔ ۱۹۳۱) یک فیزیک‌دان اهل آلمان است.